# Società Africana d'Italia
La Società Africana d'Italia (in sigla SAI) fu un'associazione culturale e politica, con sede a Napoli, attiva fra il 1880 e la Seconda Guerra Mondiale. Essa promosse la conoscenza dell'Africa in Italia, e costituì un centro lobbistico dietro all'espansione coloniale italiana.

## Il contesto

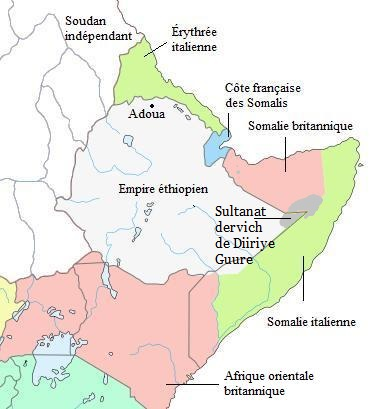
Il Corno d'Africa all'epoca della battaglia di Adua, con i territori italiani in verde chiaro

Negli anni ‘80 dell’Ottocento, mentre cominciava la spartizione europea dell’Africa, anche in Italia si sviluppò una corrente d’opinione favorevole all’espansione coloniale. La compagnia armatoriale privata Rubattino aveva già comprato la baia di Assab, nel Mar Rosso, che venne poi rilevata dal governo nel 1882. Nel frattempo altre associazioni italiane, come la Società Geografica Italiana e la Società di Esplorazione Commerciale in Africa, promossero alcune spedizioni di esplorazione in Africa Orientale, con l’obiettivo di promuovere la penetrazione commerciale, diplomatica e politica nella regione.
Nel 1885 l’Italia occupò il porto di Massaua, e da allora in poi cominciò a espandersi verso l’interno: ciò però portò allo scontro con l’Impero Etiopico, e dopo la sconfitta di Adua nel 1896 Roma fu costretta ad accontentarsi dell’area costiera, dove venne istituita la colonia Eritrea. Negli stessi anni, anche la costa orientale dell’odierna Somalia cadde sotto il dominio italiano. L’espansione coloniale, promossa principalmente da Francesco Crispi, fu fin da subito molto controversa. Per i suoi promotori essa offriva uno sbocco all’emigrazione italiana, sosteneva la produzione nazionale, e garantiva all’Italia un ruolo da grande potenza. Gli oppositori invece, anche quando non la condannavano per ragioni morali in quanto violava il principio dell’autodeterminazione dei popoli, la consideravano un’avventura costosa, rischiosa, e fondamentalmente inutile. In questo contesto, il supporto dell’opinione pubblica era fondamentale, e associazioni come la SAI contribuirono a formarlo.

## Storia della società

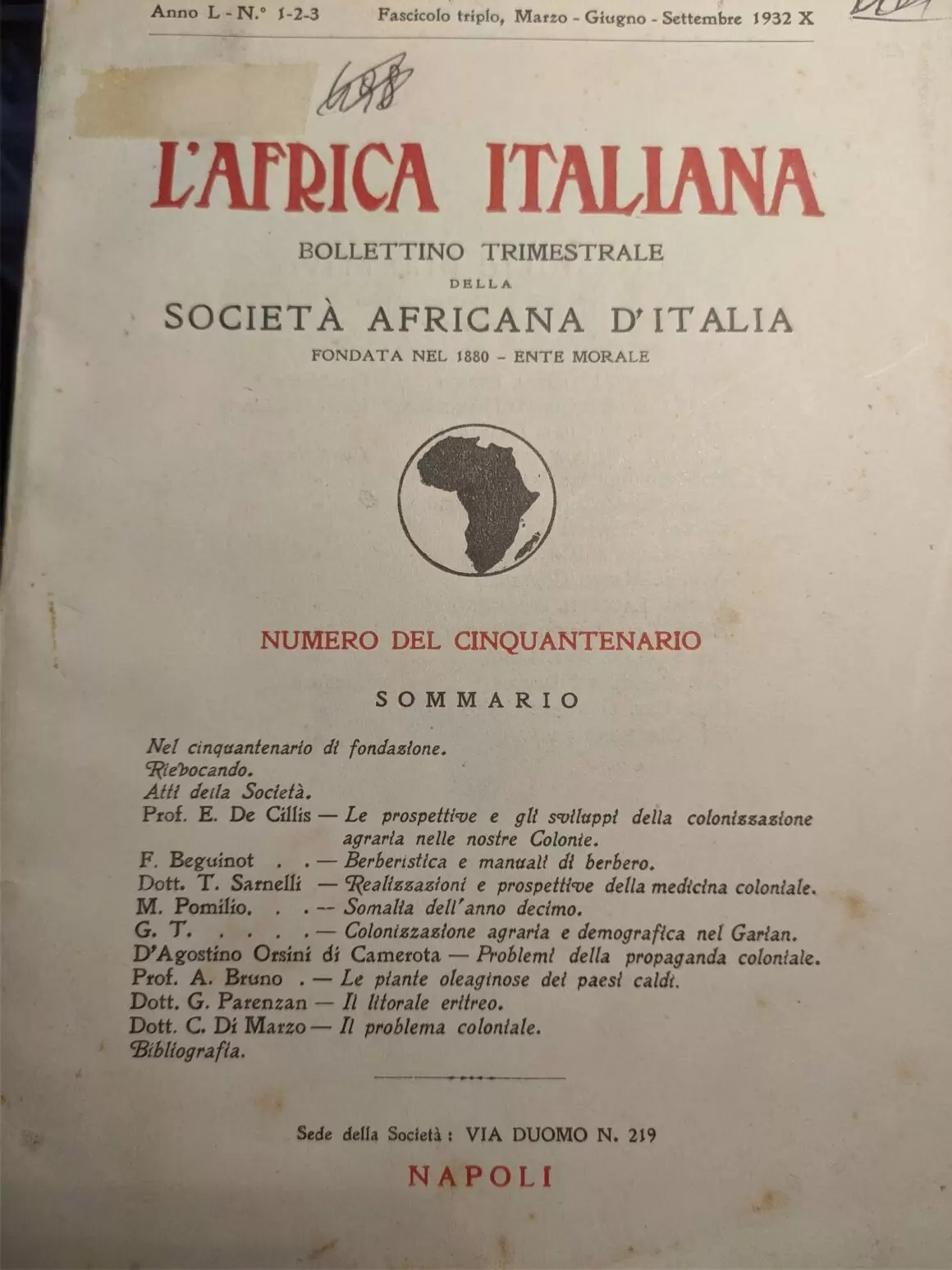
Copertina del bollettino sociale della SAI

Un primo Club Africano fu fondato a Napoli nel 1880, sotto la presidenza del medico e senatore Salvatore Tommasi: fra i suoi membri figuravano altri intellettuali meridionali, come Giovanni Battista Licata, Giuseppe Careri, Ferdinando Borsari, Pietro Serra Caracciolo, Ruggero Bonghi e Nicola Lazzaro. Il Club Africano promosse dapprima la pubblicazione di articoli e l’organizzazione di conferenze.
Dopo un paio di anni la denominazione cambiò in Società Africana d’Italia, e le attività del sodalizio si espansero. Nacque un bollettino, dapprima diretto da Giovanni Battista Licata, e si fondò un'effimera società per lo sfruttamento commerciale di Assab. Si stabilirono inoltre sedi secondarie, a Firenze, Bari e Chieti (la sede di Firenze in seguito si trasformò in una società geografica autonoma, sotto la guida di Attilio Mori), e vennero finanziate attività come corsi rivolti al pubblico e viaggi di esplorazione. Infine si organizzarono commemorazioni funebri di esploratori italiani morti in Africa, come Romolo Gessi, il cui corpo la SAI fece rimpatriare, o il suo stesso membro Licata, che morì nella spedizione organizzata da Pietro Porro a Harar. Queste celebrazioni erano spesso lo spunto per invocare un’espansione militare italiana, che avrebbe dovuto vendicare i connazionali uccisi. Come declamò il vicepresidente della SAI nel 1886:
(Nicola Lazzaro, in occasione della morte di Giovanni Battista Licata)
La SAI continuò ad essere attiva anche dopo la battaglia di Adua, promuovendo l’espansione in Libia (che si realizzerà tre lustri dopo con la Guerra Italo-Turca): in seguito continuò a diffondere la conoscenza dell’Africa nel grande pubblico, e a celebrare l’espansione coloniale. Nel 1929 si fuse con l’Istituto Coloniale Fascista, ma ritornò autonoma due anni dopo sotto la presidenza di Enrico Felicella: dopo la conquista dell’Etiopia, fu incaricata di focalizzarsi sullo studio delle regioni africane non comprese nel nuovo impero italiano. Il crollo di quest’ultimo segnò la sorte della SAI, che però ufficialmente non venne sciolta fino al 1975.

## Le attività

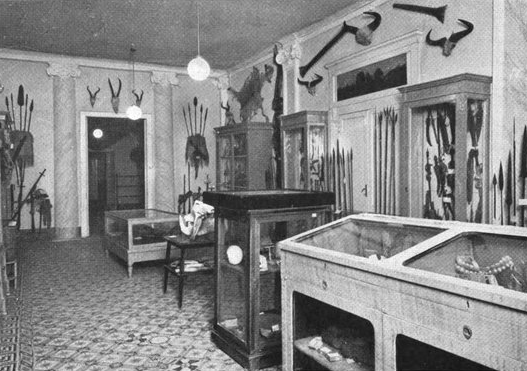
Il "museo coloniale" della SAI, circa 1941

Le attività della SAI furono molto eterogenee. Oltre a conferenze e convegni, dal 1883 finanziò corsi di arabo, e un paio d’anni più tardi una “scuola coloniale” che organizzava corsi e viaggi d’istruzione in Africa. Anche durante il Fascismo organizzò e promosse attività del genere, con l’obiettivo di aiutare a formare i futuri dirigenti coloniali, e convincere il pubblico italiano della bontà dell’espansione. Inoltre, come ricordato, la società pubblicò un bollettino, attualmente digitalizzato e consultabile online.
La SAI finanziò anche alcune spedizioni di esplorazione. Già da subito, nel 1880 e nel 1883, aveva promosso due lunghe missioni di ricognizione dei suoi soci Pietro Serra Caracciolo e Giovanni Battista Licata ad Assab. In seguito sostenne il viaggio di Luigi Robecchi Bricchetti del 1890 da Obbia ad Alula, quello di Giuseppe Candeo del corso del Golima del 1893, quello di Francesco Sylos Sersale al capo Guardafui del 1902, e la missione di ricognizione commerciale dei porti del Mar Rosso e dell’Oceano Indiano di Francesco Cufino del 1913-14.
La SAI costituì una biblioteca, che raccolse più di 20.000 volumi, e formò un piccolo museo coloniale, costituito da reperti archeologici, oggetti di arte e artigianato africano, piante e animali, campioni commerciali, e cimeli vari. Attualmente le collezioni sono conservate dall’Università L'Orientale di Napoli, e visitabili assieme a quelle del Museo Umberto Scerrato.

## Presidenti[23]
- 1880-1888 Salvatore Tommasi
- 1889-1897 Giovanni Laganà
- 1898-1899 Achille Costa[24]
- 1900-1905 Francesco Spirito
- 1906-1914 Enrico De Marinis
- 1915-1927 Giuseppe D'Andrea
- 1928-1945 Enrico Felicella
- 1946-1960 R. Corso
- 1960-1975 V.A. Caravaglios